# Friedrich Wilhelm August Bischoff
Friedrich Wilhelm August Bischoff (* 26. August 1804 in Halberstadt; † 11. Juli 1857 in Nürnberg) war Jurist im preußischen Staatsdienst.

## Leben
Bischoff studierte die Rechte in Halle und Berlin, wurde 1827 Auskultator beim Stadtgericht in Berlin, 1829 Referendar, 1834 Kammergerichtsassessor. 1835 wurde er als Hilfsarbeiter in das Ministerium für Gesetzgebung und Justizverwaltung der Rheinprovinz berufen, 1838 zum Landgerichtsrat, 1842 zum Geheimen Justizrat und nach der Auflösung des Gesetzgebungsministeriums 1848 zum vortragenden Rat im Justizministerium ernannt, in welcher Stellung er vornehmlich die Entwürfe zum Strafgesetzbuch von 1851 und über das Konkursverfahren von 1855 bearbeitete und sich um Verbesserung des Gefängniswesens Verdienste erwarb. Er war auch Referent bei der zur Beratung über das deutsche Handelsgesetzbuch seit 5. Januar 1857 in Nürnberg versammelten Konferenz, wo der von ihm bearbeitete Entwurf zu Grunde gelegt wurde. Er starb am 11. Juli 1857 in Nürnberg.
Dieser Artikel basiert auf einem gemeinfreien Text aus Meyers Konversations-Lexikon, 4. Auflage von 1888 bis 1890.
| Personendaten    | Personendaten                      |
| ---------------- | ---------------------------------- |
| NAME             | Bischoff, Friedrich Wilhelm August |
| KURZBESCHREIBUNG | deutscher Jurist                   |
| GEBURTSDATUM     | 26. August 1804                    |
| GEBURTSORT       | Halberstadt                        |
| STERBEDATUM      | 11. Juli 1857                      |
| STERBEORT        | Nürnberg                           |